# Vysjkovo
Vysjkovo (Oekraïens: Вишково, Hongaars: Visk) is een stedelijke nederzetting en gemeente in de Oekraïense oblast Transkarpatië en is gelegen aan de rivier de Tisza.

## Geschiedenis
Vysjkovo lag tot 1920 in het comitaat Máramaros, dat onderdeel was van Hongarije. De stad was een van de vijf koninklijke steden van het comitaat.
In 1920 werd het comitaat verdeeld onder Tsjecho-Slowakije en Roemenië. Vysjkovo kwam in Tsjecho-Slowakije terecht. In 1940 werd het comitaat weer veroverd door de Hongaren. In 1944 veroverde het Russische leger de stad en werd deze onderdeel van de Sovjet-Unie. In 1990 riep Oekraïne de onafhankelijkheid uit en werd de stad onderdeel van dit land. In 1992 werd de naam van de stad veranderd van Vysjkove in Vysjkovo.

## Bevolking
In 2001 had de stad 8.142 inwoners, de meerderheid waren Oekraïners en 3.699 hiervan zijn etnische Hongaren (45,4%). (Zie Hongaarse minderheid in Oekraïne.)
De Hongaarse gemeenschap heeft de beschikking over een eigen middelbare school (Kölcsey Ferenc Középiskola).